# ويليام موراي (سياسي)
ويليام موراي هو سياسي كندي، ولد في 1857 في كندا.